# Anna Bijns

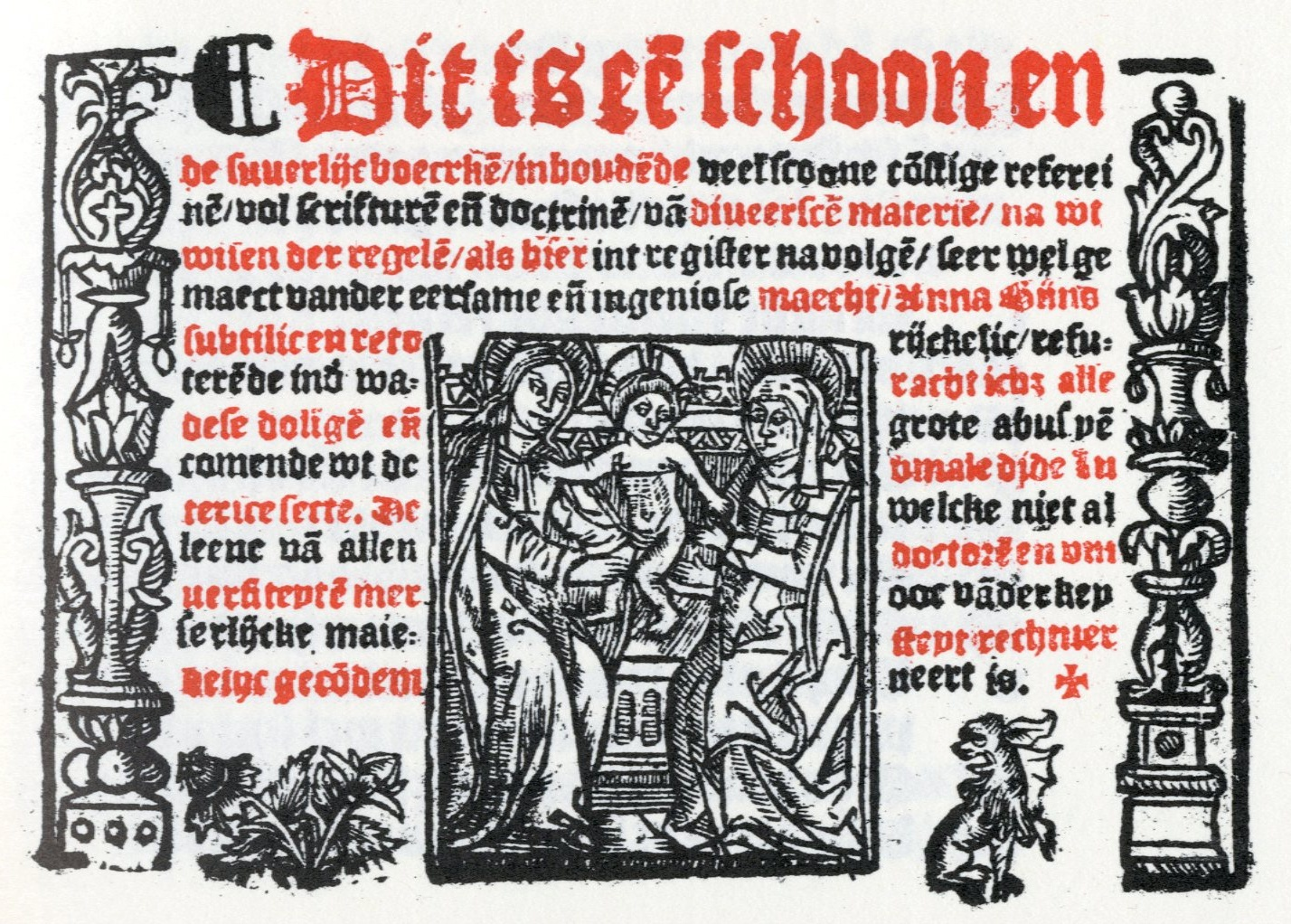
Titelseite des Dit is een schoon ende suverlick boecxken..., 1528

Anna Bijns (* 1493 in Antwerpen; † 1575 ebenda) war eine flämische Schriftstellerin und Lehrerin. Obwohl sie als Frau nicht Mitglied einer Kammer für Rhetorik sein durfte, konnte sie ihre Werke veröffentlichen und fand bei ihren Zeitgenossen breite Anerkennung für ihr literarisches Talent. Sie ist die erste Autorin in der niederländischsprachigen Literatur, die ihren Erfolg hauptsächlich der kürzlich erfundenen Druckpresse verdankte. Ihre Werke wurden zu Lebzeiten mehrmals neu aufgelegt. In den religiösen Konflikten ihrer Zeit entschied sie sich für die Seite der katholischen Kirche und äußerte in ihren Gedichten scharfe Kritik an den Lehren Martin Luthers. Sie kritisierte auch das Institut der Ehe.

## Leben

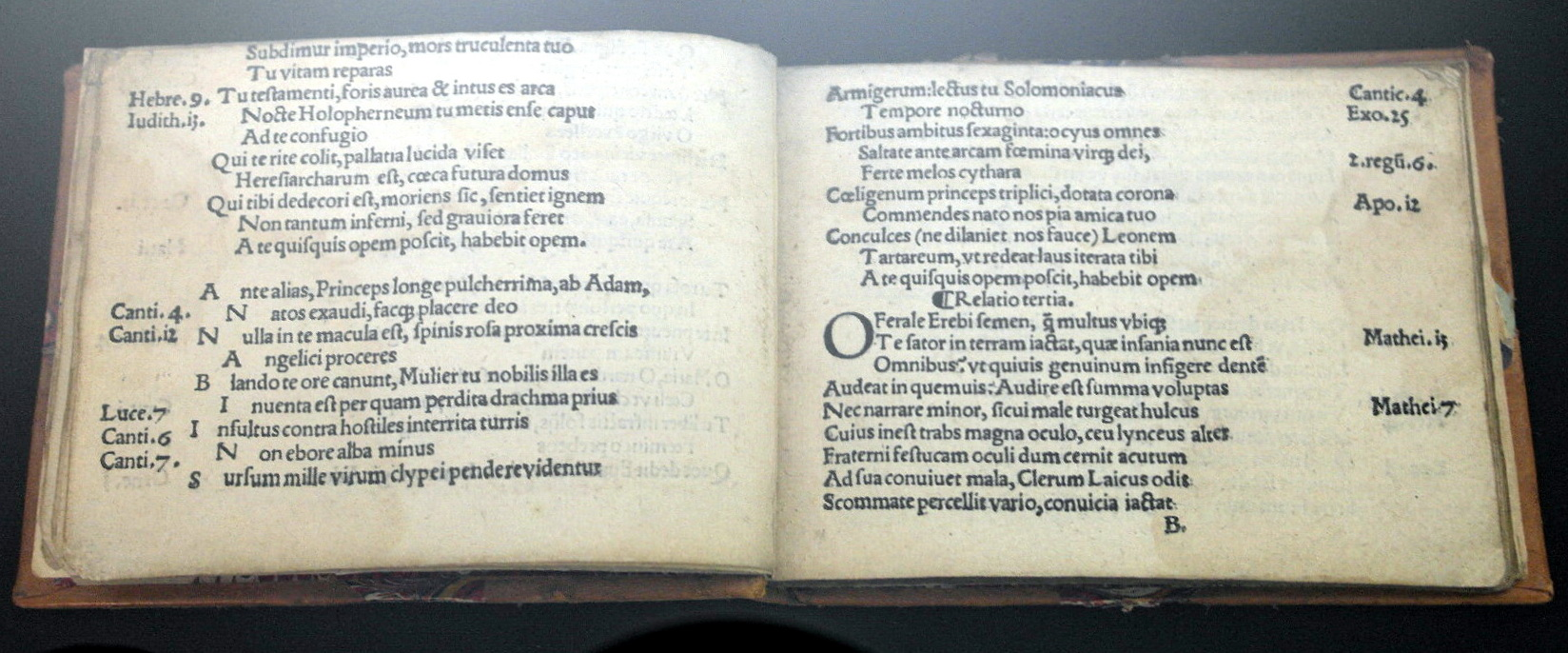
Lateinische Ausgabe des Dit is een schoon ende suverlick boecxken …, 1528, 1529

Anna Bijns war die älteste Tochter eines Schneiders. Nach dem Tod ihres Vaters und der Hochzeit ihrer Schwester im Jahr 1517 eröffnete ihr Bruder Maarten eine Schule in Antwerpen. Sie assistierte ihrem Bruder in der Schule. Nach der Heirat ihres Bruders im Jahr 1536 eröffnete sie ihre eigene Schule, in der sie bis zum Alter von 80 Jahren unterrichtete. Anna Bijns war eine der wenigen Frauen, die einer Lehrervereinigung angehörten.
Die Franziskaner regten sie an, ihre Werke zu publizieren. Ihre erste veröffentlichte Arbeit war Dit is een schoon ende suverlick boecxken inhoudende veel scoone constige refereinen van de eersame ende ingeniose maecht, Anna Bijn (Dies ist ein reines und wunderschönes Refrain-Heft der ehrbaren und genialen Magd Anna Bijns). Es wurde im Jahr 1528 von Jacob van Liesvelt in Antwerpen veröffentlicht. Ihr Werk setzt sich aus religiösen und moralisierenden Gedichten einerseits und polemischen Kehrreimen gegen Luther andererseits zusammen, aber auch Liebesgedichte und diverse satirische Verse finden sich in ihrem Werk. Als Speerspitze der Gegenreformation in den Niederlanden angesehen, verglich man sie mit Philips van Marnix van Sint-Aldegonde, einem polemischen Dichter, der sich gegen die reformatorischen Gedanken Calvins stellte.
An sie erinnert heute noch der Anna Bijns Prijs (Anna-Bijns-Preis).

## Werke
- Dit is een schoon ende suverlick boecxken inhoudende veel scoone constige refereinen van de eersame ende ingeniose maecht, Anna Bijn (Dies ist ein reines und wunderschönes Refrain-Heft der ehrbaren und genialen Magd Anna Bijns), Herausgegeben von Jacob van Liesvelt, Antwerpen, 1528.
- Refereinen, drei Gedichtsammlungen, geschrieben in den Jahren 1528, 1548 und 1567